# Çağla Şimşek
Çağla Șimșek (n. 1 august 2002, Çekmeköy⁠(d), İstanbul, Turcia) este o actriță turcă.